# Sommarnunneört
Sommarnunneört (Capnoides sempervirens) är en växtart i familjen jordröksväxter.